# Везербі
Ве́зербі англ. Wetherby — містечко з населенням 22 тисячі осіб, що входить до муніципалітету міста Лідс, Західний Йоркшир, Англія. Розташоване на річці Варф (англ. Wharfe).

## Відомі люди

### Уродженці
- Майкл Джексон — британський письменник